# Socheongdo
Socheongdo (hangul: 소청도) är en ö i Sydkorea.   Den ligger i provinsen Incheon, i den nordvästra delen av landet, 200 km väster om huvudstaden Seoul. Arean är 3,8 kvadratkilometer.
Terrängen på Socheongdo är platt. Öns högsta punkt är 161 meter över havet. Den sträcker sig 2,4 kilometer i nord-sydlig riktning, och 4,0 kilometer i öst-västlig riktning.